# Liste des mémoriaux et cimetières militaires de l'Oise
La liste des mémoriaux et cimetières militaires du département de l’Oise répertorie les cimetières militaires, les mémoriaux ainsi que les stèles, plaques commémoratives et autres monuments qui honorent la mémoire des morts aux combats, des victimes de bombardements ou d’exactions de l'ennemi ainsi que celle de personnels de santé, de chefs militaires ou politiques pendant :
- la guerre franco-allemande de 1870 ;
- la Première Guerre mondiale ;
- la Seconde Guerre mondiale ;
- les guerres coloniales (guerre d'Indochine, guerre d'Algérie, combats du Maroc et de Tunisie).

Les lieux sont classés par conflit, par nationalité (pour la Première Guerre mondiale) et par commune.

## Guerre de 1870-1871
| Commune              | cimetières et monuments commémoratifs | illustration |
| -------------------- | --- | ------------ |
| Beauvais             | Cimetière général (carré 4) : monument « À la mémoire des soldats français morts pour la patrie 1870-1871 » |              |
| Beauvais             | Cimetière général : monument à la mémoire des soldats allemands de 1870-1871 et collective |              |
| Béthisy-Saint-Pierre | Monument aux morts 1870-1871 |              |
| Bouvresse            | Tombe collective 1870-1871 de quatre soldats allemands |              |
| Chantilly            | Cimetière du Bois-Bourillon : monument commémoratif |              |
| Chantilly            | Quatre tombes individuelles groupées de soldats allemands. |              |
| Compiègne            | Cimetière sud : monument aux morts 1870-1871 aux « Enfants de l'arrondissement de Compiègne morts sous les drapeaux pendant la Guerre de 1870-1871 ». |              |
| Crépy-en-Valois      | Monument « À la mémoire des soldats morts pour la Patrie » 1870-1871. |              |
| Crépy-en-Valois      | Nouveau cimetière : mur d'enceinte, plaque commémorative 1870-1871. |              |
| Épineuse             | Monument d'Epineuse, sur lequel ont été gravées les inscriptions suivantes : « Le 7 octobre 1870, Gambetta, accompagné de son ami Spuller, est sorti de Paris assiégé, dans le ballon de l'Armand Barbès. Ce ballon, après avoir essuyé le feu de l'ennemi, est venu atterrir dans le bois de Favières, territoire d'Épineuse. Les habitants de l'Oise, pour consacrer ce souvenir, ont érigé ce monument au grand citoyen, qui fut organisateur de la Défense nationale. Inauguré le 13 octobre 1889 sous la présidence de M.Spuller, ministre des Affaires étrangères. » |              |
| Estrées-Saint-Denis  | cimetière communal : tombe militaire 1870-1871 de soldats allemands. |              |
| Formerie             | Cimetière communal : monument aux six soldats français tombés au « Combat de Formerie, 28 octobre 1870 ». |              |
| Gremevillers         | Sur la façade de l'église, plaque commémorative 1870-1871. |              |
| Jaulzy               | Derrière le monument aux morts : plaque commémorative 1870-1871. |              |
| Longueil-Annel       | Monument « À la mémoire des enfants du canton de Ribécourt morts pour la Patrie 1870-1871 ». |              |
| Nanteuil-le-Haudouin | Cimetière communal : monument « À la mémoire des enfants du canton de Nanteuil-le-Haudouin morts pour la Patrie » 1870-1871. |              |
| Noyon                | cimetière communal de la rue de Lille : monument aux enfants de Noyon morts pour la France 1870-1871 |              |
| Pont-Sainte-Maxence  | Monument aux morts 1870-1871. |              |
| Remy                 | Cimetière communal, Monument aux morts 1870-1871 et colonies. |              |
| Rethondes            | Façade de l'église : plaque commémorative 1870-1871. |              |
| Saint-Sauveur        | Cimetière communal : plaque commémorative 1870-1871 sur le calvaire. |              |
| Sempigny             | Devant l'église : monument 1870-1871 |              |
| Senlis               | Cimetière communal : monument de la guerre 1870-1871. |              |
| Sérifontaine         | Cimetière communal : monument aux morts 1870-1871 et colonies. |              |
| Tricot               | Tombe de soldats allemands 1870-1871. |              |
| Troissereux          | Cimetière communal : monument de la guerre 1870-1871 |              |

## Première Guerre mondiale

### Cimetières militaires et monuments allemands
| Commune             | cimetières et monuments commémoratifs               | illustration |
| ------------------- | --------------------------------------------------- | ------------ |
| Dompierre           | Cimetière militaire allemand de Dompierre           |              |
| Lassigny            | Cimetière militaire allemand de Lassigny            |              |
| Moulin-sous-Touvent | Cimetière militaire allemand de Moulin-sous-Touvent |              |
| Nampcel             | Cimetière militaire allemand de Nampcel             |              |
| Thiescourt          | Cimetière militaire allemand de Thiescourt          |              |
| Vignemont           | Cimetière militaire allemand de Vignemont           |              |

### Cimetières militaires et monuments britanniques
| Commune  | cimetières et monuments commémoratifs       | illustration |
| -------- | ------------------------------------------- | ------------ |
| Blargies | Cimetière militaire britannique de Blargies |              |
| Noyon    | Cimetière militaire britannique de Noyon    |              |

### Cimetières militaires et monuments français
| Commune                 | cimetières et monuments commémoratifs                                                       | illustration |
| ----------------------- | ------------------------------------------------------------------------------------------- | ------------ |
| Beauvais                | Nécropole nationale de Marissel                                                             |              |
| Beauvais                | Monument au maréchal Foch                                                                   |              |
| Betz                    | Nécropole nationale du bois de Montrolles                                                   |              |
| Cambronne-lès-Ribécourt | Nécropole nationale de Cambronne-lès-Ribécourt                                              |              |
| Catenoy                 | Nécropole nationale de Catenoy                                                              |              |
| Chamant                 | Monument des otages de Senlis                                                               |              |
| Chantilly               | Monument du maréchal Joffre                                                                 |              |
| Compiègne               | Clairière de l'Armistice Classé MH (2001)                                                   |              |
| Compiègne               | Royallieu : Nécropole nationale de Compiègne                                                |              |
| Compiègne               | Royallieu : monument des 54e et 254e régiments d'infanterie et le 13e régiment d'artillerie |              |
| Compiègne               | Monument à Georges Guynemer                                                                 |              |
| Cuts                    | Nécropole nationale de Cuts                                                                 |              |
| Dompierre               | Nécropole nationale de Dompierre                                                            |              |
| Méry-la-Bataille        | Nécropole nationale de Méry-la-Bataille                                                     |              |
| Moulin-sous-Touvent     | Butte des Zouaves                                                                           |              |
| Nanteuil-le-Haudouin    | Monument aux Taxis de la Marne                                                              |              |
| Noyon                   | Nécropole nationale de Noyon                                                                |              |
| Noyon                   | Mont Renaud : Stèle à la mémoire du 57e Régiment d'infanterie                               |              |
| Orrouy                  | Monument commémoratif du camp des chars d'assaut de Champlieu                               |              |
| Pierrefonds             | Monument à la mémoire des infirmières militaires de France                                  |              |
| Remy                    | Nécropole nationale de Remy                                                                 |              |
| Senlis                  | Nécropole nationale de Senlis                                                               |              |
| Senlis                  | Monument des spahis                                                                         |              |
| Thiescourt              | Nécropole nationale de Thiescourt                                                           |              |
| Tracy-le-Mont           | Nécropole nationale de Tracy-le-Mont                                                        |              |
| Verberie                | Nécropole nationale de Verberie                                                             |              |
| Vignemont               | Nécropole nationale de Vignemont                                                            |              |

(cette liste est tirée du Journal officiel)

## Seconde Guerre mondiale
| Commune                 | cimetières et monuments commémoratifs | illustration |
| ----------------------- | --- | ------------ |
| Angivillers             | Calvaire à la mémoire des 118 combattants tombés les 8 et 9 juin 1940 et stèle à la 4e division d'infanterie coloniale                        |              |
| Angivillers             | Stèle à la mémoire de Maurice Arnoux, commandant pilote aviateur, tombé le 6 juin 1940                                                        |              |
| Avrechy                 | Cimetière communal : - tombes de six tirailleurs sénégalais abattus par les Allemands en 1940 - stèle à la 4e division d'infanterie coloniale |              |
| Bailleul-le-Soc         | Ferme d’Éloges-les-Bois : stèle avec l'inscription « 10 juin 40 aux Officiers et tirailleurs assassinés par l'ennemi »                        |              |
| Beauvais                | Cimetière militaire allemand |              |
| Beauvais                | Monument à la mémoire des trois frères Amyot d'Inville                                                                                        |              |
| Beauvais                | Cimetière général : carré militaire - tombes de Français                                                                                      |              |
| Beauvais                | Cimetière général : carré militaire - tombes de Néerlandais                                                                                   |              |
| Beauvais                | Caserne Agel : plaque commémorative à la mémoire des Résistants                                                                               |              |
| Cambronne-lès-Ribécourt | Nécropole nationale de Cambronne-lès-Ribécourt                                                                                                |              |
| Compiègne               | Camp de Royallieu : monument aux victimes de l'Allemagne nazie                                                                                |              |
| Compiègne               | Camp de Royallieu : mémorial de l'internement et de la déportation                                                                            |              |
| Compiègne               | Forêt de Compiègne : stèle en mémoire du dernier train parti pour Buchenwald                                                                  |              |
| Cressonsacq             | Bois d'Eraine : stèle à la mémoire des victimes du Massacre du bois d'Eraine                                                                  |              |
| Erquinvillers           | Stèle à la 4e D.I.C. et aux tirailleurs sénégalais massacrés en juin 1940                                                                     |              |
| Erquinvillers           | Monument aux soldats du 34e bataillon de chars (1940)                                                                                         |              |
| Montataire              | Stèle à la mémoire des déportés |              |
| Noyers-Saint-Martin     | Cimetière militaire soviétique de Noyers-Saint-Martin                                                                                         |              |
| Noyon                   | Plaque commémorative au 1er Bataillon de chars 5-9 juin 1940                                                                                  |              |
| Orrouy                  | Stèle aux hommes de la 2e D.B. du général Leclerc (monument du camp des chars de Champlieu)                                                   |              |
| Orry-la-Ville           | Cimetière néerlandais |              |
| Orry-la-Ville           | Stèle à la mémoire de deux jeunes gens de la commune tués le 29 août 1944                                                                     |              |
| Plainval                | Stèle commémorative à la 4e D.I.C. juin 1940                                                                                                  |              |
| Troissereux             | Monument aux 19 martyrs des 16 et 18 août 1944                                                                                                |              |

## Guerres coloniales

### Indochine - Algérie-Tunisie-Maroc
| Commune    | cimetières et monuments commémoratifs                                                 | illustration |
| ---------- | ------------------------------------------------------------------------------------- | ------------ |
| Beauvais   | Monument à la mémoire des harkis                                                      |              |
| Montataire | Stèle à la mémoire des victimes de la guerre d'Algérie canton de Montataire 1954-1952 |              |